# لانودییر
لانودییر (به انگلیسی: Lanaudière) یک منطقهٔ مسکونی در کانادا است که در استان کبک واقع شده‌است. لانودییر  ۴۷۱٬۷۴۸ نفر جمعیت دارد.